# Joël Le Theule

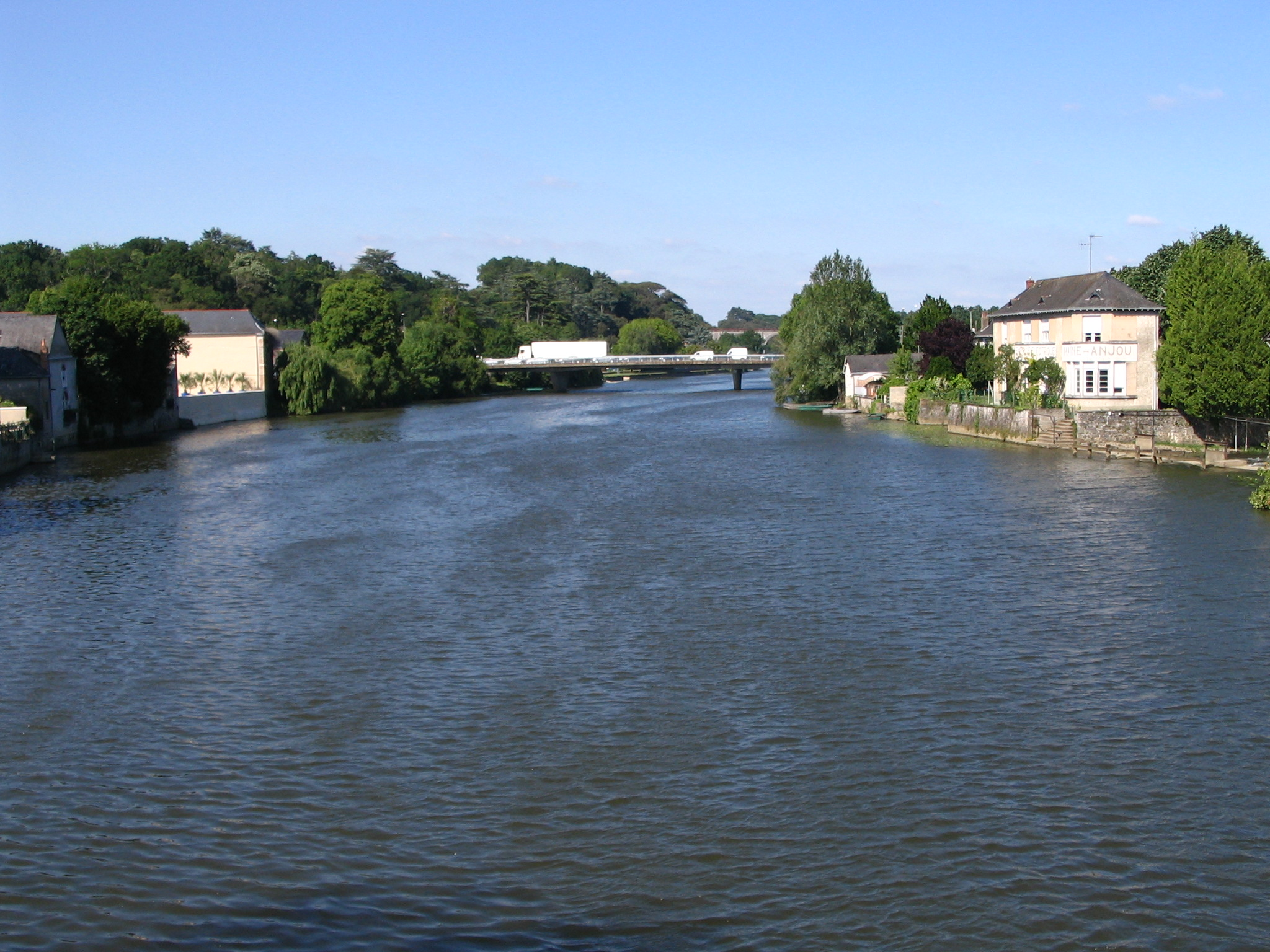
Die zu Ehren von Joël Le Theule benannte Brücke in seinem Geburtsort Sablé-sur-Sarthe

Joël Le Theule (* 22. März 1930 in Sablé-sur-Sarthe, Département Sarthe; † 14. Dezember 1980 in Saint-Brice, Département Mayenne) war ein französischer Politiker der gaullistischen Parteien Union pour la Nouvelle République (UNR), Union Démocratique du Travail (UDT), Union des Démocrates pour la Ve République (UDR), Union pour la défense de la République (UDR) sowie zuletzt des Rassemblement pour la République (RPR), der mehrere Jahre das Département Sarthe als Abgeordneter in der Nationalversammlung vertrat sowie 1968 Minister für Übersee-Departements und Territorien (Ministre des départements et territoires d’Outre-mer), 1968 bis 1969 Staatssekretär für Information (Secrétaire d’Etat à l’information), 1978 bis 1980 Transportminister (Ministre des transports) sowie vom 2. Oktober 1980 bis zu seinem Tod Verteidigungsminister (Ministre de la défense) im Kabinett Barre III war.

## Leben

### Geographielehrer und Wahl der Nationalversammlung 1958

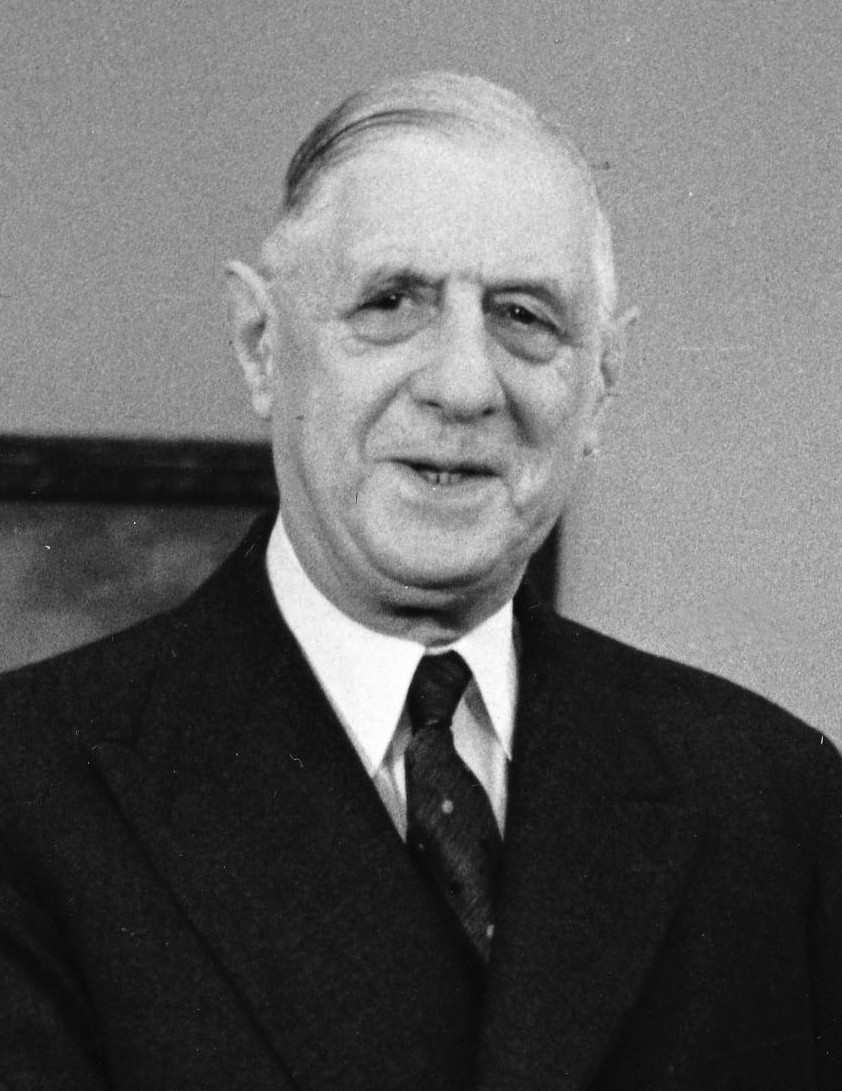
Als junger Abgeordneter war Le Theule Anhänger des von Charles de Gaulle begründeten Gaullismus

Le Theule, dessen Vater Direktor eines Sägewerks in Sablé-sur-Sarthe war, absolvierte seine schulische Ausbildung an einer Privatschule in Angers und begann nach dem Baccalauréat ein Studium der Geographie an der Universität Angers sowie danach an der Universität von Paris. Nach Abschluss des Studiums nahm er 1955 eine Tätigkeit als Lehrer für Geografie und Geschichte an der im Collège Henri-IV de La Flèche untergebrachten Militärschule Prytanée national militaire, die Kadetten für die Aufnahme in die Militärschule Saint-Cyr vorbereitet.
Nachdem Le Theule auf Vorschlag von Jean-Yves Chapalain, Senator und Bürgermeister von Le Mans, für die Union pour la Nouvelle République (UNR) im Wahlkreis Département Sarthe IV für die Wahlen zur Nationalversammlung am 23. und 30. November 1958 vorgeschlagen wurde, beendete er seine Lehrtätigkeit. Dabei trat er in Konkurrenz zum Führer der Unabhängigen und Bauern und damaligen Abgeordneten des Wahlkreises, Paul Goussu, der allerdings Mitte Oktober 1958 starb. Im Wahlkampf stellte er sich als neuer Mann dar, der bisher in keiner Partei mitgearbeitet hatte und Charles de Gaulle bei dessen Programm zur nationalen Erneuerung unterstützen wollte. Dabei sprach er sich für eine allgemeine, gleichzeitige und kontrollierte Abrüstung aus, um die friedliche zwischen Ost und West sicherzustellen. Des Weiteren sprach er sich für eine Notwendigkeit der Sicherung des sozialen Fortschritts und die Förderung der Arbeiterschaft in einem Klima der nationalen Versöhnung aus.
Bei der Wahl (es war die erste Wahl einer Nationalversammlung in der Fünften Französischen Republik) war der Kandidat der Section française de l’Internationale ouvrière (SFIO) und frühere Außenminister Christian Pineau sein Hauptgegner. Bei der Wahl erhielt Le Theule im ersten Wahlgang mit 38,5 Prozent; der Kandidat der Mouvement républicain populaire (MRP), Jacques Maury, erhielt 26,7 Prozent und Pineau nur 14,5 Prozent der Wählerstimmen. Der junge Gaullist lag in vier der fünf Kantone des Wahlkreises vorn und errang sein bestes Ergebnis in seiner Geburtsstadt Sablé-sur-Sarthe mit 52,6 Prozent. In der zweiten Wahlrunde wurde er am 30. November 1958 mit 72,9 Prozent der Wählerstimmen zum Abgeordneten der Nationalversammlung gewählt; er deplatzierte Robert Jarry (Parti communiste français (PCF), 14,2 Prozent) und Pineau (12,9 Prozent).  

### Wahlperiode 1958 bis 1962

#### Jüngster Abgeordneter der Nationalversammlung und Verteidigungsfachmann
Le Theule war mit 28 Jahren jüngster Abgeordneter der ersten Nationalversammlung der Fünften Republik. Er trat der Fraktion der UNR bei und wurde Mitglied des Ausschusses für die nationale Verteidigung und die Streitkräfte (Commission de la défense nationale et des forces armées). Er erwarb sich bald den Ruf als herausragender Fachmann für Verteidigungsfragen und legte mehrere Gesetzentwürfe zu diesem Thema vor.
Er war 1960 Berichterstatter für einen Gesetzentwurf, der sich mit einem Programm zur Entwicklung von nationalen Truppenteilen zur nuklearen Abschreckung und der Modernisierung der Ausrüstung der konventionellen Streitkräfte befasste. Dabei bedauerte er im Namen des Verteidigungsausschusses, dass die Marine nicht in die Planungen für die Einheiten der Nuklearabschreckung einbezogen wurden, da aus Sicht der USA und Sowjetunion atombetriebene U-Boote den Kern der Atomstreitkräfte bildeten, während Frankreich aus technischen Gründen erst für 1965 den Bau atombetriebener U-Boote vorsah. Er kritisierte die Haushaltspolitik für das Heer und forderte mehr Geld für die Modernisierung der Ausrüstung der Landstreitkräfte.
Am 8. November 1961 wies er in einer öffentlichen Sitzung der Nationalversammlung auf die militärische Bedeutung der Sahara für Frankreich hin, insbesondere bezogen auf die Selbstbestimmung Algeriens. Als Berichterstatter für den Verteidigungshaushalt der Landstreitkräfte in den Jahren 1961 und 1962 setzte er sich für die Neuorganisation dieser Teilstreitkraft ein. Dabei stand er der Ansicht, dass die Ausgaben und Aktivitäten der Streitkräfte Teil der Volkswirtschaft seien, ablehnend gegenüber und war daher von der Nichtberücksichtigung von Verteidigungsfragen im sogenannten Plan IV überrascht. In einer Parlamentssitzung vom 24. Mai 1962 wies er ferner darauf hin, dass 1959 rund 45 Prozent der Forschungsausgaben militärisch bedingt waren, und somit die Auslegungen des Begriffs „für militärische Zwecke“ den Grad der Beschäftigung entscheidend mitbestimmten.

#### Unterstützung der gaullistischen Regierungen
Neben seiner Beschäftigung mit verteidigungspolitischen Fragen befasste er sich auch mit zahlreichen anderen Fragen, wie zum Beispiel am 18. November 1960 in einer Anfrage an Arbeitsminister Paul Bacon, in der es um die Aussperrung von 8500 Beschäftigten in der Automobilfertigung im Renault-Werk Le Mans ging.
Während seiner ersten Legislaturperiode in der Nationalversammlung schloss er sich überwiegend dem Stimmverhalten der Gaullisten an wie bei der Abstimmung zum Regierungsprogramm von Premierminister Michel Debré am 16. Januar 1959 sowie bei der Debatte von dessen Erklärung zur Regierungspolitik am 23. Dezember 1959. Am gleichen Tag stimmte er auch für das Gesetz zur Reform zur Finanzierung privater Bildungseinrichtungen, am 2. Februar 1960 für die Einführung der Sonderrechte für Regierungstruppen während der Woche der Barrikaden in Algerien und auch für die Verabschiedung des Regierungsprogramm von Debrés Nachfolger Georges Pompidou am 27. April 1962. Ferner stimmte er am 5. Juli 1962 für die Aufhebung der Immunität des früheren Premierministers Georges Bidault, der als Vorsitzender der Organisation de l’armée secrète (OAS) die von de Gaulle akzeptierte Unabhängigkeit Algeriens scharf ablehnte. Am 2. Oktober 1962 versagte er einem Misstrauensantrag zum Sturz der Regierung Pompidou seine Unterstützung.

### Wahlperiode 1962 bis 1967

#### Bürgermeister, Wiederwahl zum Abgeordneten 1962 und Unterstützung der Regierungspolitik

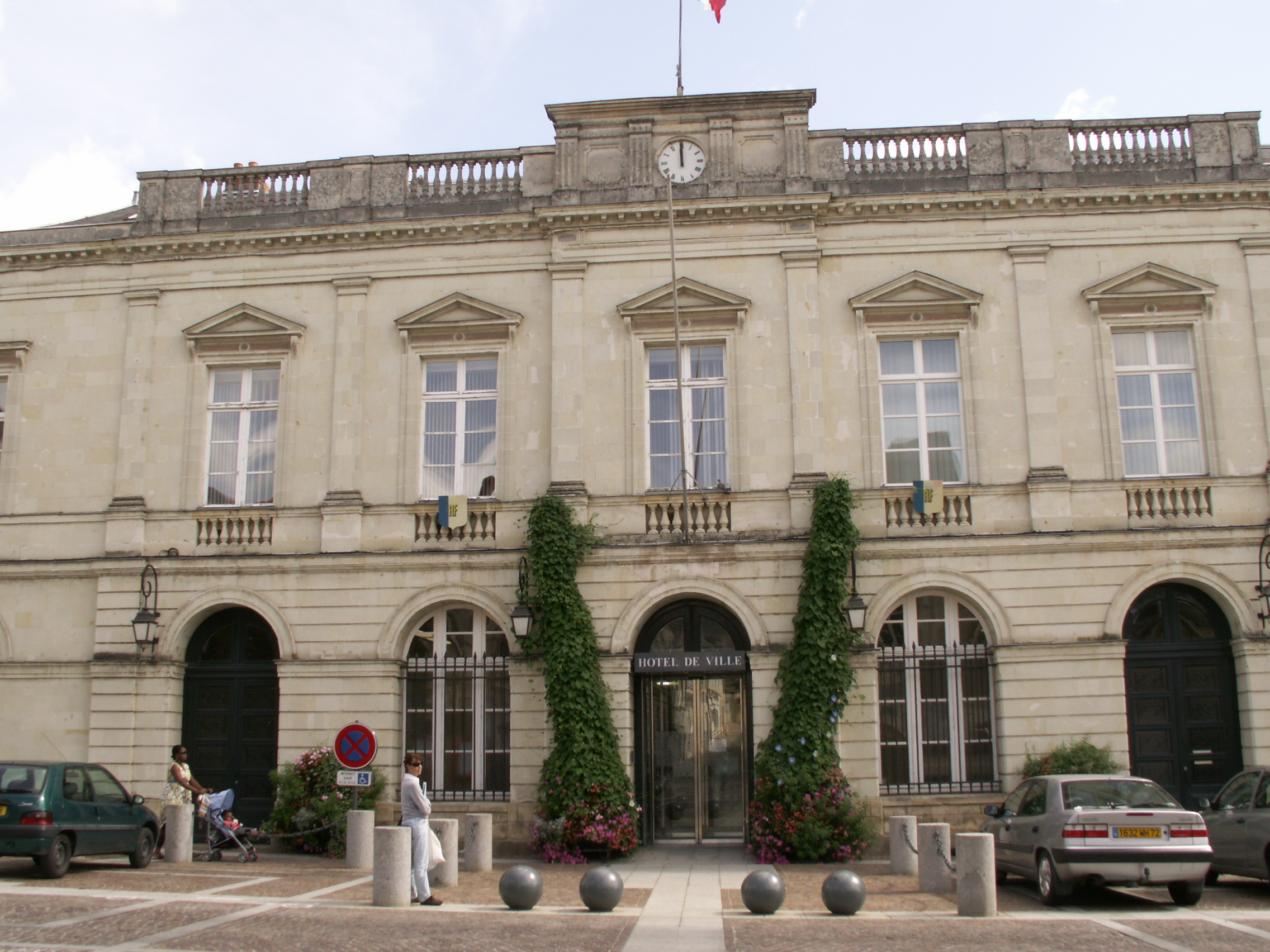
Das Rathaus von Sablé-sur-Sarthe, dessen Bürgermeister Le Theule über 20 Jahre lang war

Le Theule, der seit 1959 auch Bürgermeister seiner Geburtsstadt Sablé-sur-Sarthe war, gehörte zu den Unterstützern de Gaulles beim Referendum zur Direktwahl des Staatspräsidenten (Référendum français sur l'élection au suffrage universel du président de la République), bei dem 62,5 Prozent der Wahlberechtigten für eine Direktwahl ab 1965 stimmten.
Bei der darauf folgenden Wahl zur Nationalversammlung wurde er bereits im ersten Wahlgang mit einer deutlichen Mehrheit von 65,9 Prozent für eine weitere Wahlperiode zum Abgeordneten gewählt, und war abermals jüngstes Parlamentsmitglied.
Auch während seiner zweiten Legislaturperiode im Parlament unterstützte Le Theule weitgehend die Politik der Regierung Pompidou und stimmte unter anderem am 13. Juni 1963 für die Ratifizierung des Élysée-Vertrages, der die deutsch-französischen Beziehungen stärken sollte. Daneben unterstützte er am 26. Juli 1963 einen Gesetzentwurf für die Richtlinien zur Ausübung von Rechten im öffentlichen Dienst sowie am 17. Juni 1964 einen Entwurf zur Reform des Kommunalwahlrechts. Für die Wähler seines Wahlkreises machte er am 9. Dezember 1966 in einer Anfrage an den Minister für Landwirtschaft (Ministre de l’Agriculture) die Bedenken zur Entwicklung des Milchpreises deutlich.

#### Arbeit im Verteidigungsausschuss und Vorschläge zur Streitkräftereform
Nach seiner Wiederwahl 1962 wurde er erneut Mitglied des Ausschusses für nationale Verteidigung und die Streitkräfte und schließlich im April 1966 Vize-Vorsitzender dieses Ausschusses. Als Berichterstatter für den Verteidigungshaushalt verteidigte er in den Jahren 1963, 1964, 1965, 1966 und 1967 zahlreiche Gesetzentwürfe in einer Zeit, in der Frankreich versuchte, seine Verteidigungspolitik zu überdenken und neu auszurichten.
Eines der Hauptprobleme war zu der Zeit der Überschuss an Offizieren. Das Ende der Feindseligkeiten im Algerienkrieg und die Modernisierung der militärischen Ausrüstung ließen die Notwendigkeit eines Gesetzes zur Modernisierung der Personalausstattung des Militärs notwendig werden, da sich am 1. September 1963 25.411 Offiziere im aktiven Dienst der Armee befanden. Am 5. Dezember 1963 forderte er in einer Rede vor dem Parlament, dass ausgeschiedene Offiziere in den Dienst des Bildungsministeriums (Ministère de l’Education nationale) treten sollten. Später sah er ein, dass eine berufliche Neuorientierung von Personen, die wie Offiziere aus einem autoritären Berufsumfeld kamen, nur auf freiwilliger Basis erfolgen sollte. Er schlug vor, dass nach einer Sichtung der Personalakten durch das Verteidigungs- und das Bildungsministerium Offizieren eine zweijährige Probezeit in einer Bildungseinrichtung gegeben werden sollte und danach über die weitere berufliche Verwendung als Offizier oder Lehrer entschieden werden sollte. Die notwendige Reduzierung der Offiziersstellen würde aus seiner Sicht letztlich auch zu einer Aufwertung des Offiziersberufs führen. Die vom Verteidigungsministerium geäußerten Bedenken zur Reduzierung des Offizierskorps wurden von ihm in einer Sitzung der Nationalversammlung am 6. November 1964 im Namen des Verteidigungsausschusses bedauert.
Im Frühjahr 1965 war Le Theule Berichterstatter eines Gesetzentwurfs, der den Militärdienst durch einen Nationalen Dienst ergänzen sollte, der auch zivile Bestandteile hatte: Technische Hilfe und Zusammenarbeit. Er war auch Berichterstatter bei Gesetzentwürfen zur Einführung von Technikoffizieren beim Heer und der Luftwaffe (Dezember 1964), zur Reform des Status von Feldwebel- und Offiziersdienstgraden im Musikkorps (November 1965) sowie zur Körperschaft des Generalkontrolleurs der Streitkräfte (Contrôleur général des armées) (April 1966).

### Wahlperiode 1967 bis 1968

#### Wahlerfolg im Wahlkreis Sarthe IV und Vorsitzender des Verteidigungsausschusses
Bei den Wahlen zur Nationalversammlung am 5. März 1967 kandidierte Le Theule für die UDR (Union des Démocrates pour la Ve République) für eine Wiederwahl und wurde im ersten Wahlgang mit 52,6 Prozent der Stimmen im Wahlkreis Département Sarthe IV wiedergewählt. Dabei wurden die überdurchschnittlichen Wahlergebnisse in den Kantonen La Suze-sur-Sarthe (59,2 Prozent), Brûlon (66,2 Prozent), Loué (69,1 Prozent) und Sablé-sur-Sarthe (70,5 Prozent) durch die Ergebnisse im urbanen Kanton Le Mans II minimiert, in dem er nur 47,3 Prozent erhielt. Das Amt des Bürgermeisters von Le Mans, das seit 1947 Le Theules Förderer, der Gaullist Jean-Yves Chapalain, innehatte, wurde 1965 von dem Centre démocrate-Politiker Jacques Maury übernommen, der 1958 einer von seinen Gegenkandidaten war. Der Kommunist Robert Jarry, der bei den Wahlen im November 1958 und November 1962 ebenfalls gegen ihn kandidiert hatte, erhielt im Kanton Le Mans II 30,8 Prozent der Wählerstimmen.
Das Wahlergebnis Le Theules war im Wesentlichen sein persönlicher Erfolg: Der Wahlkreis Sarthe IV war weniger konservativ als die beiden Wahlkreise Sarthe I und Sarthe V, in denen Charles de Gaulle im zweiten Wahlgang der Präsidentschaftswahlen 1965 54,3 Prozent der Stimmen und damit nur etwas weniger als der nationale Durchschnitt von 55,2 Prozent erhielt.
Kurz nach der Wahl wurde er am 6. April 1967 Vorsitzender des Ausschusses für nationale Verteidigung und die Streitkräfte und war so in maßgeblicher Funktion an den Debatten zu Militärfragen beteiligt.

#### Reform des Nationalen Dienstes
Am 1. Juni 1967 legte er einen Gesetzentwurf vor, der eine Absenkung des Nationalen Dienstes von fünfzehn auf zwölf Monate vorsah, und der am 15. November 1967 in der Nationalversammlung behandelt wurde.
Dabei sah er die Vorzüge in einer selektiven Auslese zu Gunsten von länger Dienenden einerseits, sowie einer frühzeitigen Entlassung anderer, wobei eine optimale Lösung kaum zu finden sei. Andererseits führte er aus, dass jedes Land seine Probleme auf der Grundlage seiner eigenen historischen, psychologischen, finanziellen, politischen oder militärischen Entwicklung zu lösen habe. Er musste feststellen, dass seit der Verabschiedung des Gesetzes, das 1965 den Militärdienst durch einen Nationalen Dienst ergänzte, der Anteil der Jugendlichen gering blieb, die sich für einen Dienst in Zusammenarbeit oder technischer Hilfe interessierten, gering blieb. Dadurch blieb der traditionelle Militärdienst praktisch der Nationale Dienst für die überwältigende Mehrheit der jungen Franzosen. Auch in der Folgezeit blieb die Zahl der Ausnahmen zunächst gering. Nach einem Anstieg der Zusagen schlug Le Theule eine Reduzierung der Dienstzeit auf nur 14 Monate vor und die beabsichtigte Verringerung auf zwölf Monate bis Ende 1968 oder Mitte 1969 auszusetzen. Daraufhin wurde der Gesetzentwurf angenommen.
Am darauf folgenden 16. November 1967 wurde ein Gesetzentwurf beraten, der das Eintrittsalter in die Streitkräfte auf 17 Lebensjahre absenkte.

### Minister für Übersee-Départements und Territorien im Kabinett Pompidou

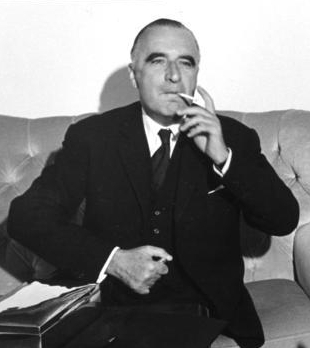
Nach der Marković-Affäre 1968 verlor Le Theule die Gunst des Premierministers und späteren Staatspräsidenten Georges Pompidou

Nachdem Präsident Charles de Gaulle am 30. Mai 1968 die Parlamentsauflösung ankündigte, bildete Georges Pompidou, der seit Frühjahr 1962 Premierminister war, am 31. Mai 1968 sein Kabinett um. Dabei berief er mit Yvon Morandat, der Staatssekretär für Beschäftigung wurde, sowie den neuen Staatssekretär für Ausrüstung, Philippe Dechartre, zwei Linksgaullisten in seine Regierung.
Der 38-jährige Le Theule, der seit September 1967 auch Mitglied des Generalrats des Kanton Sablé-sur-Sarthe war, wurde von Pompidou zum Minister für Übersee-Departements und Territorien (Ministre des départements et territoires d’Outre-mer) ernannt und übernahm damit erstmals ein Regierungsamt. Dieses Amt bekleidete er auch im Kabinett von Maurice Couve de Murville, der am 10. Juni 1968 Pompidous Nachfolger als Premierminister wurde, ehe das Ministeramt einen Monat später am 10. Juli 1968 abgeschafft wurde.

### Wiederwahl 1968 und Staatssekretär für Information
Bei den Wahlen zur Nationalversammlung vom 23. Juni 1968 mit 63,5 Prozent erneut zum Abgeordneten der Nationalversammlung gewählt.
Nach der Auflösung seines bisherigen Ministeramtes ernannte ihn Premierminister Couve de Murville am 10. Juli 1968 als Nachfolger von Yves Guéna zum Staatssekretär für Information (Secrétaire d’Etat à l’information) in dessen Kabinett. Sein Abgeordnetenmandat wurde daraufhin von seinem Vertreter René Pailler übernommen. Das Informationsamt, das aus Sicht der Opposition und einzelner liberaler Gaullisten erforderlich war, wurde nach den Unruhen im Mai 1968 gebildet.
Die Amtszeit von Le Theule fiel auch die Aufarbeitung der sogenannten Marković-Affäre im Herbst 1968. Dabei geriet der frühere Premierminister Pompidou in den Verdacht, er unterhalte Kontakte zur Unterwelt. Stevan Marković war ein ehemaliger Bodyguard des beliebten Schauspielers Alain Delon und wurde ermordet auf einer Müllhalde aufgefunden. Im Verlaufe der Ermittlungen versuchte man Pompidous Gattin Claude zu kompromittieren, indem von der Polizei Befragte das Gerücht verbreiteten, es existierten Fotos, die sie bei Gruppensexorgien zeigten. Bis ins Innerste verletzt durch diese entehrenden Nachreden, wandte sich Pompidou an das Élysée und beklagte sich, dass man ihn nicht vorgewarnt hatte und auch keinerlei Dementi verlauten ließ. Allerdings stieß seine Klage dort auf wenig Verständnis. Dies war das Moment, der zur endgültigen Zerrüttung der Beziehung zwischen Pompidou und seinem politischen Ziehvater de Gaulle führte. Pompidou lastete dabei Le Theule an, dass dieser seine namentliche Nennung im Untersuchungsbericht nicht verhindert hatte.
Nach der Wahl Pompidous zum Nachfolger de Gaulles als Staatspräsident bei den Präsidentschaftswahlen vom 1. und 15. Juni 1969 trat Le Theule am 20. Juni 1969 als Staatssekretär für Information zurück.

### Wahlperiode 1969 bis 1973

#### Wiederwahl im Wahlkreis Sarthe IV und Engagement im Verteidigungsausschuss
Nachdem sein Vertreter Pailler das Parlamentsmandat niedergelegt hatte, wurde Le Theule bei einer Nachwahl am 19. Oktober 1969 im Wahlkreis Sarthe IV mit 64,3 Prozent im ersten Wahlgang wieder zum Abgeordneten der Nationalversammlung gewählt.
Er trat der Fraktion der Union pour la défense de la République (UDR) bei, konnte allerdings nicht wieder die Funktion als Vorsitzender des Ausschusses für nationale Verteidigung und die Streitkräfte übernehmen, da diese mittlerweile Alexandre Sanguinetti innehatte. Allerdings war er auch weiterhin einer der profiliertesten Fachleute für Verteidigungsfragen in der Nationalversammlung und 1971, 1972 sowie 1973 Berichterstatter für die Rüstungsausgaben des Verteidigungsministeriums.

#### Reform des Nationalen Dienstes
Anfang 1970 gehörte er zu den „Vätern“ der Reform des Nationalen Dienstes. Dabei ging es in der Debatte vom 9. Juni 1970 insbesondere um die Reduzierung der Dienstzeit auf zwölf Monate, in der er die Eröffnungsrede hielt und dabei auf die Beratungen in den letzten Jahren zwischen Parlament und Regierung hinwies. Die Notwendigkeit der Neuausrichtung des Nationalen Dienstes wurde insbesondere nach der Verabschiedung des von ihm unterstützten Vandalismusgesetzes (Loi anticasseurs) am 4. Juni 1970 deutlich und mehr als sechs Stunden im Ministerrat diskutiert. Durch die Reform sollten die Ausnahmeregelungen, die die Regionen wie im Westen, Zentrum, Südwesten sowie um Lyon und den Alpen bevorzugten, verringert werden, um mehr Gleichheit zu schaffen bezüglich des Aufenthaltsortes der Dienstleistenden. Dabei unterstützte er auch eine umstrittene Regelung, wonach jeder, der seinen Militärdienst abgeleistet hatte, das Wahlrecht verliehen werden konnte.
Knapp ein Jahr später wurde das Nationaldienstgesetz (Code du Service National) verabschiedet und enthielt zahlreiche der von Le Theule im Juni 1970 gemachten Vorschläge. In der Folgezeit verringerte sich die Anzahl der Kriegsdienstverweigerer. Darüber hinaus führte er in der Sitzung vom 6. April 1971 als Berichterstatter aus, dass Verstöße gegen die allgemeine Wehrpflicht nunmehr besser zu kontrollieren seien.
Im Frühjahr 1972 oblag es ihm abermals als Berichterstatter für den Verteidigungsausschuss einen Gesetzesentwurf für den allgemeinen Militärstatus vorzustellen. In Zusammenarbeit mit dem früheren Premierminister und damaligen Verteidigungsminister Michel Debré erarbeitete er die Gesetzestexte und entsprechenden Regelungen zur Reform des militärischen Alltags. Dabei erkannte er in der Sitzung vom 2. Mai 1972 auch die Notwendigkeit der Untersuchung der Finanzierung dieser Neuerungen durch den Verteidigungsausschuss.

#### Engagement bei anderen politischen Themen
Daneben engagierte sich Le Theule auch in zahlreichen anderen politischen Themenstellungen wie zum am Beispiel am 25. April 1972 in der Debatte zum Gesetz der Schaffung und Organisation der Regionen, das von der Parti Communiste abgelehnt wurde. Durch das Gesetz wurde den Regionen die Stellung einer juristischen Person des öffentlichen Rechts (Établissement public) erteilt. Er stimmte am 15. Oktober 1970 und 24. Mai 1972 auch für die allgemeinen Regierungserklärungen von Premierminister Jacques Chaban-Delmas.
Aufgrund seiner Erfahrungen in der Regierung Couve de Murville wurde er im Oktober 1972 Pressebeauftragter im Nationalen Sekretariat der UDR.

### Wahlperiode 1973 bis 1978

#### Wiederwahl im ersten Wahlgang 1973 und Nationalsekretär der UDR
Bei den Wahlen vom 4. März 1973 wurde Le Theule abermals im ersten Wahlgang zum Abgeordneten der Nationalversammlung gewählt und erreichte dieses Mal 51,4 Prozent der Wählerstimmen im Wahlkreis Sarthe IV. Er verließ allerdings den Verteidigungsausschuss und wurde stattdessen 1973 Mitglied des Ausschusses für Finanzen, Wirtschaft und Planung (Commission des Finances, de l’économie générale et du Plan).
In der Wahlperiode 1973 bis 1978 sprach er zu zahlreichen Themen und zeigte dadurch, dass er nicht nur ein Fachmann für Verteidigungspolitik war.
In der Debatte zu der von ihm unterstützten Regierungserklärung von Premierminister Pierre Messmer am 11. April 1973 forderte er, dass der nach den Erfahrungen aus der Studentenbewegung und den Unruhen Anfang der 1970er Jahre nach dem Vandalengesetz eingeschränkte Nationale Dienst den Bedürfnissen der Jugend angepasst werden sollte. Dabei machte er deutlich, dass die Jugend nicht nur auf die Studenten zu beschränken sei, sondern auch junge Bauern, junge Arbeiter und mehr noch Jugendliche mit einer Ausbildung, Berufsschulabschluss oder einer geringeren Bildung einschließe. Dabei forderte er von der Regierung eine Bereitschaft zur Reform der Schulen und insbesondere eine Neuausrichtung der „Philosophie“ an den öffentlichen Schulen. In diesem Zusammenhang kritisierte er eine Minderheit von Lehrern, die Schule und Schüler als politisches Mittel zur Aktion verwendeten.
Darüber hinaus forderte er eine Neuausrichtung des Laizismus, nicht nur in der Funktion der Kirchen, sondern auch in der Funktion der politischen Aktivitäten, die in der Sekundarschulbildung ausgeschlossen wurden. Diese Ansicht fand nicht nur Zustimmung bei zahlreichen Konservativen, sondern wurde auch von einer breiten Mehrheit in der Nationalversammlung begrüßt.
Im Mai 1973 wurde Le Theule Nationalsekretär der Union des démocrates pour la République (UDR). Er setzte sich während einer Debatte am 16. Oktober 1973 für eine Reduzierung der Amtszeit des Präsidenten von sieben auf fünf Jahre ein.

#### Politische Ansichten, Unterstützung von Valéry Giscard d’Estaing und Beitritt zur RPR

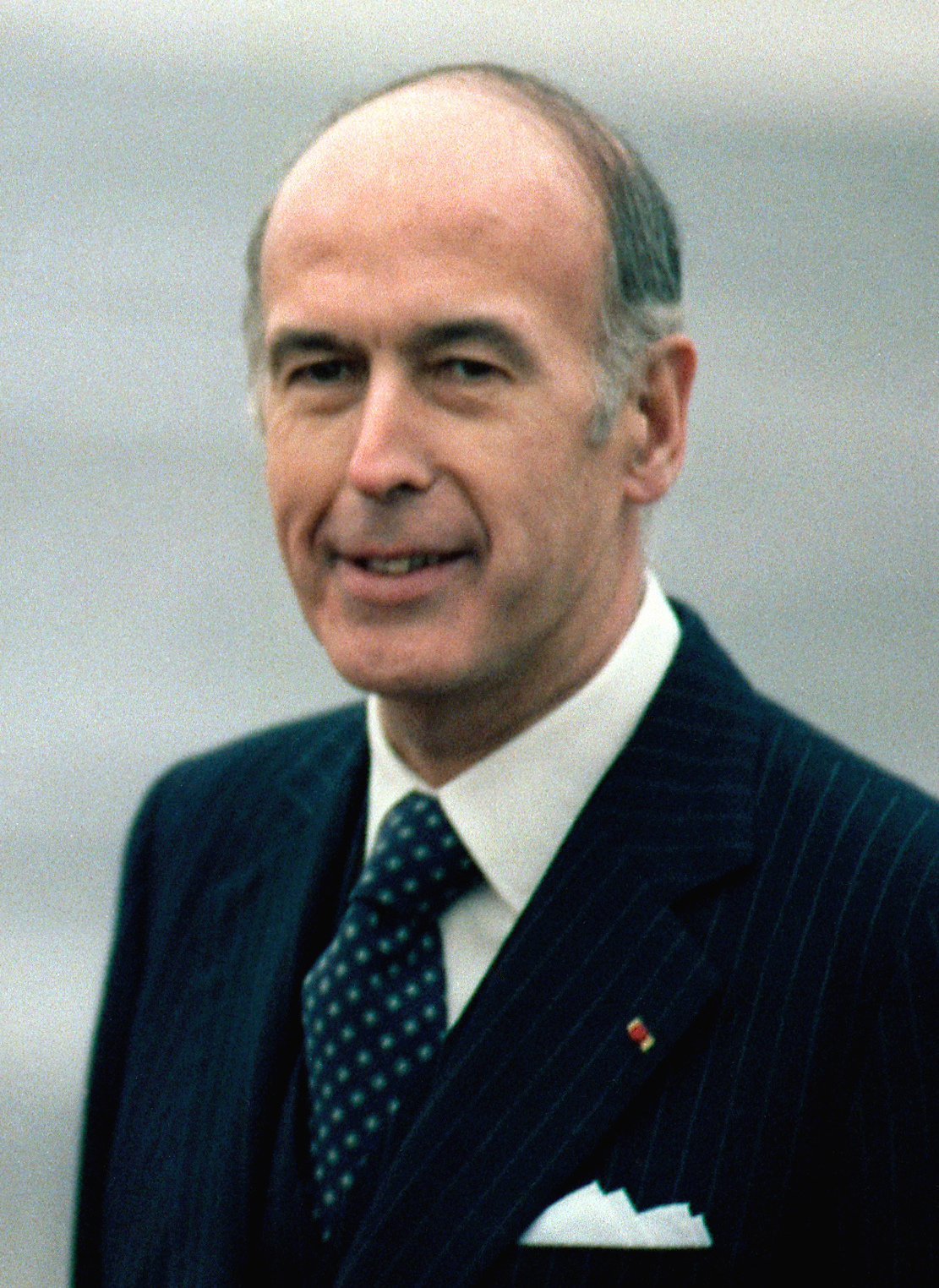
Mitte der 1970er Jahre unterstützte Le Theule die liberale Reformpolitik von Staatspräsident Valéry Giscard d’Estaing

Nachdem Marceau Long am 9. November 1973 Vorstandsvorsitzender der öffentlich-rechtlichen Rundfunkanstalt ORTF (Office de Radiodiffusion Télévision Française) wurde, begrüßte er dies und sah darin die Möglichkeit einer Annäherung sowie Zusammenarbeit zwischen dem ORTF und der Filmwirtschaft.
Während des zweiten Wahlgangs bei der Präsidentschaftswahl im Mai 1974 unterstützte er Valéry Giscard d’Estaing wegen dessen angekündigter liberaler Reformen. Zu dieser Zeit sprach er sich am 10. Oktober 1974 gegen eine Ausweitung der Zuständigkeit des Verfassungsrates (Conseil Constitutionel) sowie am 28. November 1974 gegen eine Legalisierung von Schwangerschaftsabbrüchen aus. Andererseits sprach er sich am 4. Juni 1975 für eine Reform des Scheidungsrechts sowie am 21. Juni 1977 für eine allgemeine Wahl der Mitglieder des Europäischen Parlaments anstelle einer Entsendung von Delegierten der Parlamente der Mitgliedstaaten.
Nach dem Rücktritt von Premierminister Jacques Chirac am 25. August 1976 und der Gründung der Rassemblement pour la République (RPR) im Dezember 1976 gehörte Le Theule neben Robert Boulin oder Alain Peyrefitte zu den Abgeordneten dieser neuen Gruppierung, die die Kritik des bisherigen Premierministers Chirac an Staatspräsident Valéry Giscard d’Estaing missbilligten.
Im Juni 1977 fungierte er ferner als Berichterstatter eines Gesetzes über die Kontrolle der wirtschaftlichen Konzentration, der Bekämpfung widerrechtlicher Vereinbarungen sowie des Missbrauchs einer marktbeherrschenden Stellung.
Le Theule, der auch weiterhin Bürgermeister seiner Geburtsstadt war, war ferner zwischen 1974 und 1978 Berichterstatter für den Verteidigungshaushalts im Finanzausschuss. Im November 1977 kritisierte er Verteidigungsminister Yvon Bourges heftig und warf ihm zusammen mit anderen Mitgliedern der Parlamentsmehrheit wie Raoul Honnet, André Fanton und Michel de Bennetot vor, dass dieser die Marine schwächen würde und durch die Verteidigungsplanungen für die Jahre 1977 bis 1982 die Fähigkeit zur Kernwaffenabschreckung untergraben würde. Des Weiteren kritisierte er den Minister in der Sitzung vom 9. November 1977 auch, dass dieser die Informationspflicht seines Ministeriums gegenüber den Abgeordneten der Nationalversammlung vernachlässigen würde.

### Wahlperiode 1978 bis 1980

#### Wiederwahl im ersten Wahlgang und Transportminister im Kabinett Barre

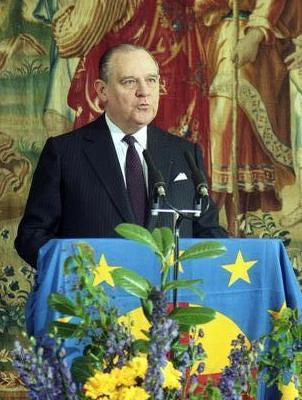
In den Kabinetten von Raymond Barre war Le Theule zuerst Transportminister und dann kurze Zeit bis zu seinem Tod Verteidigungsminister

Bei den Parlamentswahlen im März 1978 war Le Theule, auch weiterhin Mitglied des Generalrates des Kantons Sable-sur-Sarthe, der einzige Kandidat der Mehrheitsfraktion im Wahlkreis Sarthe IV. Obwohl das teilweise zu seinem Wahlkreis gehörende Le Mans seit März 1977 mit Robert Jarry, seinem Gegner bei den Wahlen 1958, 1962 und 1967, seit März 1977 einen kommunistischen Bürgermeister stellte, wurde er bereits im ersten Wahlgang 55,4 Prozent der Wählerstimmen gewählt.
Kurz nach der Wahl wurde Le Theule am 5. April 1978 von Premierminister Raymond Barre zum Transportminister (Ministre des Transports) in dessen ersten Kabinett berufen und übernahm damit nach fast zehn Jahren erstmals wieder ein Regierungsamt. Sein Abgeordnetenmandat wurde wie vor zehn Jahren abermals von René Pailler als dessen Vertreter übernommen.
Als Transportminister leitete er eine wichtige Reform des Dienstes seines Ministeriums ein und bildete insbesondere das bisherige Generalsekretariat für die Handelsmarine in eine Generaldirektion um. Daneben versuchte er die Beziehungen zwischen dem Staat und den staatlichen Transportgesellschaften wie Air France, Société nationale des chemins de fer français (SNCF) und Compagnie Générale Maritime (CMG) durch Programmverträge zu verbessern. Als es im Sommer 1978 zu einem Streik der Fluglotsen kam, lehnte er diesen ab und sah diesen als „Erpressung“ gegenüber den übrigen Mitarbeitern von Air France. Bei dem Streik von Fischern 1980 forderte er den freien Zugang zu den Häfen und forderte die Marine auf, diesen für den Fall von Le Havre zu gewährleisten.

#### Verteidigungsminister im Kabinett Barre

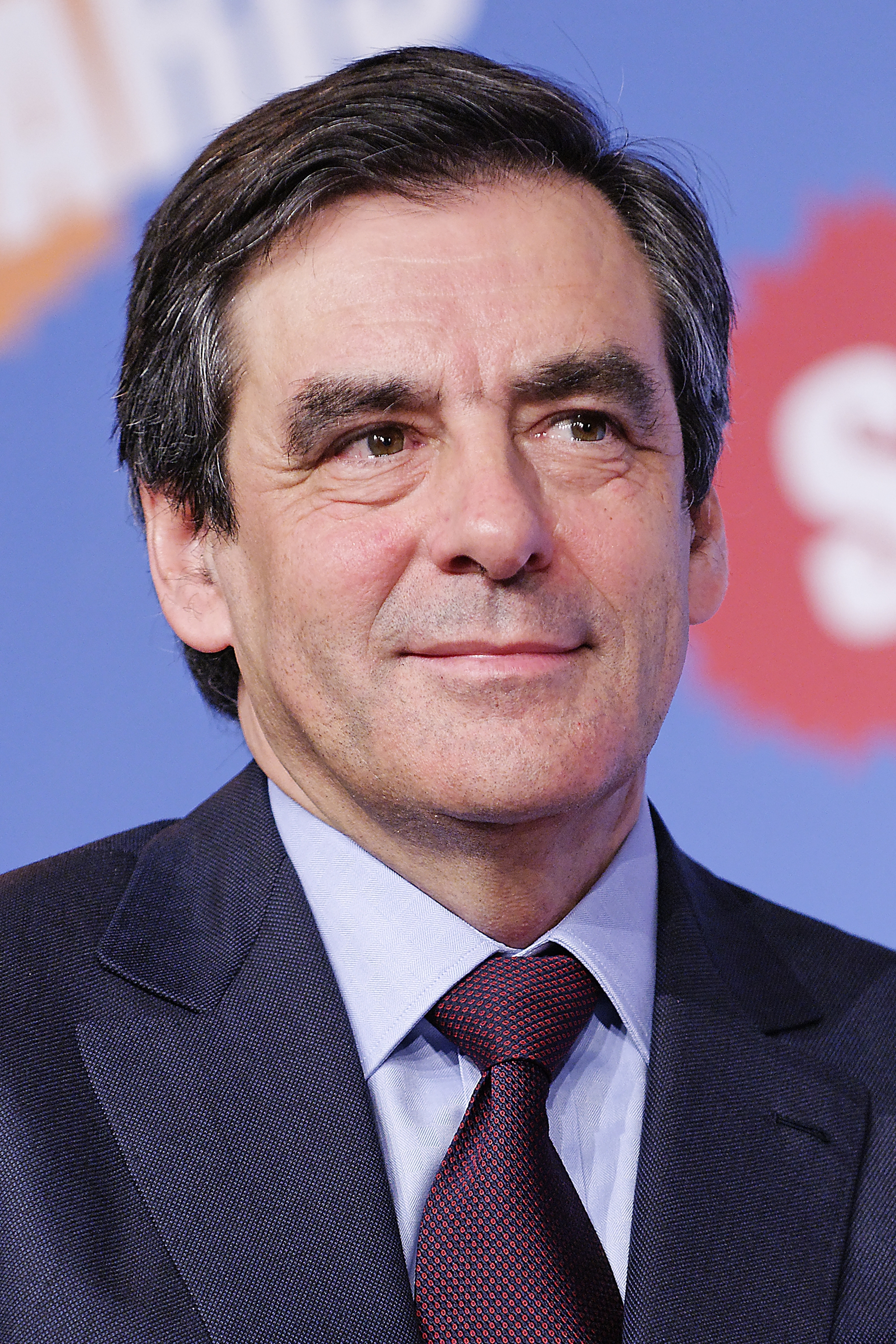
Le Theules politischer Ziehsohn und mehrjährige Mitarbeiter, der spätere Premierminister François Fillon wurde im Juni 1981 als sein Nachfolger zum Abgeordneten der Nationalversammlung im Wahlkreis Sarthe IV gewählt

Diese harte Haltung gegenüber den Fischern und seine anerkannte Fachkenntnis führten dazu, dass Le Theule von Premierminister Barre im Rahmen einer Kabinettsumbildung am 2. Oktober 1980 zum Verteidigungsminister (Ministre de la Défense) berufen wurde. Er wurde damit Nachfolger von Yvon Bourges, der zurückgetreten war, um einen Sitz als Senator für das Département Ille-et-Vilaine anzutreten. Sein eigener Nachfolger als Transportminister wurde daraufhin Daniel Hoeffel, bisheriger Staatssekretär im Ministerium für Gesundheit und Familien.
Wenige Wochen nach seinem Amtsantritt erlitt Le Theule während eines Besuchs seiner Kabinettskollegin, der Ministerin für Universitäten Alice Saunier-Seïté, in Sablé-sur-Sarthe am 14. Dezember 1980 im Alter von nur 50 Jahren einen Herzinfarkt, an dessen Folgen er verstarb. Nach seinem Tod wurde er nicht nur von Premierminister Barre als großer Diener des Staates gewürdigt, sondern auch von dem verteidigungspolitischen Fachmann der Parti Socialiste, Charles Hernu.
Wenige Monate nach seinem Tod wurde im Juni 1981 sein langjähriger Mitarbeiter und politische Ziehsohn, der spätere Premierminister François Fillon, im Wahlkreis Sarthe IV zum Abgeordneten der Nationalversammlung gewählt.
Nach seinem Tod wurden in seinem Geburtsort Sablé-sur-Sarthe unter anderem eine Brücke sowie das Centre technique de conservation Joël-le-Theule benannt.